# Luchtballon (Joost)
Luchtballon, ook bekend als Luchtballon (1999), is een single van Joost Klein, uitgebracht op 5 juni 2024. Het nummer samplet Richard Marx' nummer "Right Here Waiting", maar dan versneld. De singlecover verwijst naar het Eurovisiesongfestival van 2024.
Het nummer werd geschreven door Joost Klein en gecomponeerd door Teun de Kruif, Thijmen Melissant en Richard Marx. De producers zijn Tantu Beats en Thijmen Melissant.
De video werd geregisseerd door Lowpolyon. De 3D-animatie werd gemaakt door Bruno Verhaar, Iri Pauwels en Lyon Pol in Blender. De kleuren zijn gemaakt door Wietse van Bezooijen. De 3D-animatie richt zich op het jaren 2000-tijdperk waarin graphics nog volop in ontwikkeling waren. Er wordt onder meer gerefereerd naar Grand Theft Auto en The Matrix.

## Hitnoteringen

### Nederlandse Top 40
| Hitnotering: 15-06-2024 t/m 20-07-2024 | Hitnotering: 15-06-2024 t/m 20-07-2024 | Hitnotering: 15-06-2024 t/m 20-07-2024 | Hitnotering: 15-06-2024 t/m 20-07-2024 | Hitnotering: 15-06-2024 t/m 20-07-2024 | Hitnotering: 15-06-2024 t/m 20-07-2024 | Hitnotering: 15-06-2024 t/m 20-07-2024 | Hitnotering: 15-06-2024 t/m 20-07-2024 |
| Week:                                  | 1                                      | 2                                      | 3                                      | 4                                      | 5                                      | 6                                      |                                        |
| -------------------------------------- | -------------------------------------- | -------------------------------------- | -------------------------------------- | -------------------------------------- | -------------------------------------- | -------------------------------------- | -------------------------------------- |
| Positie:                               | 33                                     | 26                                     | 25                                     | 29                                     | 38                                     | 38                                     | uit                                    |

### Nederlandse Single Top 100
| Hitnotering: 08-06-2024 t/m 24-08-2024 | Hitnotering: 08-06-2024 t/m 24-08-2024 | Hitnotering: 08-06-2024 t/m 24-08-2024 | Hitnotering: 08-06-2024 t/m 24-08-2024 | Hitnotering: 08-06-2024 t/m 24-08-2024 | Hitnotering: 08-06-2024 t/m 24-08-2024 | Hitnotering: 08-06-2024 t/m 24-08-2024 | Hitnotering: 08-06-2024 t/m 24-08-2024 | Hitnotering: 08-06-2024 t/m 24-08-2024 | Hitnotering: 08-06-2024 t/m 24-08-2024 | Hitnotering: 08-06-2024 t/m 24-08-2024 | Hitnotering: 08-06-2024 t/m 24-08-2024 | Hitnotering: 08-06-2024 t/m 24-08-2024 | Hitnotering: 08-06-2024 t/m 24-08-2024 |
| Week:                                  | 1                                      | 2                                      | 3                                      | 4                                      | 5                                      | 6                                      | 7                                      | 8                                      | 9                                      | 10                                     | 11                                     | 12                                     |                                        |
| -------------------------------------- | -------------------------------------- | -------------------------------------- | -------------------------------------- | -------------------------------------- | -------------------------------------- | -------------------------------------- | -------------------------------------- | -------------------------------------- | -------------------------------------- | -------------------------------------- | -------------------------------------- | -------------------------------------- | -------------------------------------- |
| Positie:                               | 53                                     | 4                                      | 8                                      | 12                                     | 13                                     | 22                                     | 27                                     | 35                                     | 41                                     | 59                                     | 73                                     | 95                                     | uit                                    |

### Vlaamse Ultratop 50
| Hitnotering: 15-06-2024 t/m 20-07-2024 | Hitnotering: 15-06-2024 t/m 20-07-2024 | Hitnotering: 15-06-2024 t/m 20-07-2024 | Hitnotering: 15-06-2024 t/m 20-07-2024 | Hitnotering: 15-06-2024 t/m 20-07-2024 | Hitnotering: 15-06-2024 t/m 20-07-2024 | Hitnotering: 15-06-2024 t/m 20-07-2024 | Hitnotering: 15-06-2024 t/m 20-07-2024 |
| Week:                                  | 1                                      | 2                                      | 3                                      | 4                                      | 5                                      | 6                                      |                                        |
| -------------------------------------- | -------------------------------------- | -------------------------------------- | -------------------------------------- | -------------------------------------- | -------------------------------------- | -------------------------------------- | -------------------------------------- |
| Positie:                               | 15                                     | 22                                     | 29                                     | 29                                     | 37                                     | 45                                     | uit                                    |

- MusicBrainz work: 636420b9-6210-4995-8d43-fd232fc66610